# Нара Леан
Нара Леан (порт. Nara Lofego Leão, 19 січня 1942  — 7 червня 1989)  — відома бразильська співачка босанови, MPB й самби.
Народилася у Віторії, штат Еспіриту-Санту, Бразилія. В 12 років батько подарував їй гітару і вона почала брати уроки гри у популярного виконавця-гітариста Патрісіу Тейшейри, а згодом — у гітарній академії Роберту Менескаля і Карлуса Ліри. З 1957 року в квартирі її батьків починає збиратися група молодих музикантів, майбутніх виконавців босанови.  13 листопада 1959 року дебютувала як співачка на шоу, присвяченому босанові, з піснями Вибач, якщо пізно (порт. Se é tarde me perdoa) та Кінець ночі (порт. Fim de noite).
В березні 1963 року в нічному клубі Au bien Нара вперше виступила як професійна співачка, разом з Карлусом Лірой і Вінісіусом ді Морайсом в створеному цими двома шоу Бідна багата дівчинка порт. Pobre Menina Rica, взяла участь у записі двох пісень з альбому Карлуса Ліра Depois Do Carnaval, а в листопаді того ж року записала на студії Elenco свій перший альбом. Альбом був відходом від босанови і започаткував новий репертуар із самба-композицій Карлуса Ліри, Вінісіуса ді Морайса і Бадена Павелла.
1964 року Нара підписала контракт з Philips на запис нового диска, виступала з концертами в Сан-Паулу і бразильських містах Півночі, де познайомилась із творчістю Марії Бетанії, Каэтану Велозу і Жільберту Жиля, брала участь у міжнародному турі до Франції і Японії із Сержіо Мендесом.
Взяла участь у політичному шоу Думка (порт. Opinião), що містило критику тогочасної бразильської військової диктатури. В жовтні того ж року в часописі «Факти і Фото» (порт. Fatos e Fotos) Нара робить гучну заяву про повний і остаточний розрив з босановою та її творцями.
В середині шістдесятих брала активну участь у телевізійній програмі O Fino da Bossa разом з Еліс Режиною і Жаїром Родрігесом, до яких згодом приєдналися Шику Буаркі, Жілберту Жиль, Каетану Велозу, Еду Лобу, Том Жобім і Вінісіус ді Морайс.
1966 року Леан записала пісню Шику Буаркі A Banda і того ж року дала агресивне інтерв'ю газеті Diário de Notícias, в якому знущалась з диктаторського уряду і засуджувала некомпетентність військових.  Ці заяви призвели до визнання її елементом, небезпечним для режиму.
1968 року вона із Велозу, Жилем, Гал Коста та іншими приєдналася до руху Тропікалія і записала ще один альбом, покинула телевізійне шоу через розбіжності з продюсерами і тимчасово переїхала до Франції.

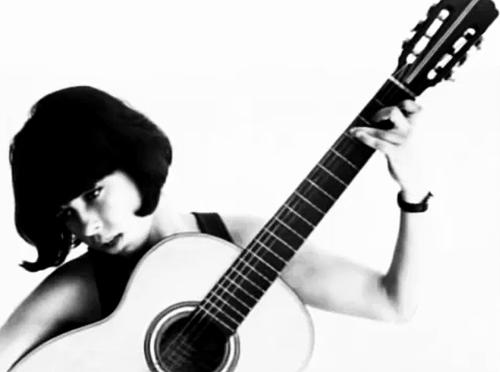

Несподівано повернулася до босанови, записавши 1971 року подвійний альбом Dez anos depois здебільшого з композиціями Жобіма: перша платівка альбому записана в Парижі, друга — вже після повернення на батьківщину. Згодом зіграла у фільмі Коли приходить карнавал (порт. Quando o carnaval chegar) режисера Карлуса Дієгіса (її чоловіка), в якому також брали участь Шику Буаркі і Марія Бетанія. На деякий час вона вирішила залишити музику, зосередившись на академічних дослідженнях психології, але знов повернулася до студії наприкінці сімдесятих, аби записати Meus amigos são um barato, за участю, в тому числі, Тома Жобіма, Карлуса Ліри, Еду Лобу, Шику Буаркі, Каетану Велозу, Жілберту Жиля, Роберту Менескаля.
Діагностована пухлина мозку подвоїла її зусилля, до 1988 року Нара записала ще 11 платівок.
Померла Нара Леан в Ріо-де-Жанейро 7 червня 1989 року.

## Дискографія
- 1964 — Nara —   Elenco
- 1964 — Opinião de Nara —  Philips
- 1965 — O Canto Livre de Nara —  Philips
- 1965 — 5 na Bossa — з Еду Лобу та Tamba Trio — Philips
- 1966 — Nara Pede Passagem —  Philips
- 1966 — Manhã de Liberdade —  Philips
- 1967 — Vento de Maio —  Philips
- 1967 — Nara —  Philips
- 1968 — Nara —  Philips
- 1969 — Coisa do Mundo —  Philips
- 1971 — Dez Años Depois —  Polydor
- 1974 — Meu Primeiro Amor —  Philips
- 1977 — Os Meus Amigos são um Barato — з Жілберто Жилем,  Каетану Велозу,  Еду Лобу, Шику Буаркі, Роберту Менескалем, Карлусом Ліра, Томом Жобімом та ін. —  Philips
- 1978 — E que tudo mais vá pro inferno —  Philips
- 1979 — Nara Canta en Castellano —  Philips
- 1980 — Com Açúcar Com Afeto —  Philips
- 1981 — Romance Popular — з Раймудо Фагнером — Philips
- 1982 — Nasci Para Bailar —  Philips
- 1983 — Meu Samba Encabulado —  Philips
- 1984 — Abraços e beijinhos e carinhos sem ter fim —  Philips
- 1986 — Garota de Ipanema —  Philips
- 1987 — Um Cantinho, Um Violão —  Philips
- 1987 — Meus Anos Dourados —  Philips
- 1989 — My Foolish Heart —  Philips